# Quintilo
Quintilo (Sirmio, desconhecido – Aquileia, maio de 270) foi imperador romano durante um breve período no ano de 270. Era irmão do imperador romano Cláudio Gótico. Não se conhece a sua data de nascimento, nem a data exata da sua morte, nem tão pouco a sua origem, o nome de sua esposa e o de seus filhos. Surgiu no ano de 270,[carece de fontes?] após a morte de Cláudio II devido a uma epidemia de peste, quando foi nomeado imperador pelo senado.
Não é claro quem, além do senado apoiou a sua nomeação. O historiador do século IV Eutrópio relata que ele foi eleito pelos soldados e não fala na aprovação do senado. João Zonaras (século XII) refere que as fontes se contradiziam sobre a ascensão de Quintilo e Aureliano ao trono imperial: segundo uma versão, um grupo dos "militares mais eruditos" de Cláudio elegeram Aureliano como imperador, mas não é certo que ele tivesse sido imediatamente proclamado; segundo outra versão, senado teria proclamado Quintilo logo que soube da morte de Cláudio e que Quintilo, ao saber da proclamação de Aureliano pelos soldados, teria cometido suicídio cortando as veias, 17 dias após ter sido nomeado pelo senado. No entanto, essa tão curta duração do seu reinado é questionada por vários historiadores, nomeadamente porque houve tempo para cunhar moedas com a sua efígie, pelo que acham provável que o reinado tivesse durado alguns meses.
Quando ascendeu ao trono, dirigiu-se diretamente a Aquileia, que utilizava como base para as suas forças defensivas do norte da península Itálica. Aureliano, antigo colaborador de Cláudio e igualmente aspirante ao trono, estava estacionado como comandante das tropas nas províncias balcânicas e teve que enfrentar as repetidas invasões das tribos germânicas que tentavam cruzar o Danúbio. Devido a uma vitória importante, foi proclamado imperador pelas suas tropas de Panónia e se pôs em marcha para destronar Quintilo.[carece de fontes?]